# Daniel Goleman
Daniel Goleman (Stockton, 17 de marzo de 1946) es un psicólogo, periodista y escritor estadounidense. Adquirió fama mundial a partir de la publicación de su libro Emotional Intelligence (en español Inteligencia emocional) en 1995.
Editado por primera vez en 1995, el libro Inteligencia emocional se mantuvo durante un año y medio en la lista de los libros más vendidos del The New York Times. Según la página web oficial de Daniel Goleman, se han vendido, hasta 2006, alrededor de 5.000.000 de ejemplares en 30  idiomas, y ha sido superventas en muchos países. En 1996 se publicó en español su libro Inteligencia emocional.Inteligencia social, la segunda parte del libro Inteligencia pollil.
Daniel Goleman nació y se crio en Stockton, California, hijo de los profesores universitarios Fay Goleman e Irving Goleman. Fay Goleman fue profesora de sociología en la Universidad del Pacífico, mientras que Irving fue profesor de humanidades en el San Joaquín Delta College.
Goleman sostiene que las competencias emocionales se dividen en dos categorías: intrapersonales e interpersonales. Las primeras se refieren a la relación que establecemos con nosotros mismos y la segunda a las relaciones que tenemos con los demás. Todo empieza por uno mismo.
Daniel Goleman estudió antropología en la Universidad de Amherst, Massachusetts para posteriormente obtener su doctorado en psicología clínica en la Universidad de Harvard, también en Massachusetts.
Trabajó como redactor de la sección de ciencias de la conducta y del cerebro del periódico The New York Times. Ha sido editor de la revista 'Psychology Today' y profesor de psicología en la Universidad de Harvard, en la que obtuvo su doctorado.
Goleman fue cofundador de la Collaborative for Academic, Social and Emotional Learning (Sociedad para el Aprendizaje Académico, Social y Emocional) en el Centro de Estudios Infantiles de la Universidad de Yale (posteriormente en la Universidad de Illinois, en Chicago), cuya misión es ayudar a las escuelas a introducir cursos de educación emocional.

## Obras
- Optimal: How to Sustain Personal and Organizational Excellence Every Day (2024) Harper Collins Publishers. ISBN 9780063279766
- Triple Focus (2016) Coautores: Senge, Peter M. B de Books, Ediciones B. ISBN 9788466657952
- Focus: The Hidden Driver of Excellence (2013) Harper Collins. ISBN 978-0-06-234443-4
- Ecological Intelligence: How Knowing the Hidden Impacts of What We Buy Can Change Everything (2009) Broadway Business. ISBN 0-385-52782-9, ISBN 978-0-385-52782-8 (Trad.: Inteligencia ecológica).
- Social Intelligence: The New Science of Social Relationships (2006) Bantam Books. ISBN 978-0-553-80352-5 (Trad.: Inteligencia social).
- Destructive Emotions: A Scientific Dialogue with the Dalai Lama (2003) Bantam Books. ISBN 978-0-553-38105-4
- Primal Leadership: The Hidden Driver of Great Performance (2001) Co-authors: Boyatzis, Richard; McKee, Annie. Harvard Business School Press. ISBN 978-1-57851-486-1
- The Emotionally Intelligent Workplace (2001) Jossey-Bass. ISBN 978-0-7879-5690-5
- Harvard Business Review on What Makes a Leader? (1998) Co-authors: Michael MacCoby, Thomas Davenport, John C. Beck, Dan Clampa, Michael Watkins. Harvard Business School Press. ISBN 978-1-57851-637-7
- Working with Emotional Intelligence (1998) Bantam Books. ISBN 978-0-553-37858-0
- Healing Emotions: Conversations with the Dalai Lama on Mindfulness, Emotions, and Health (1997) Shambhala. ISBN 978-1-59030-010-7
- Emotional Intelligence: Why It Can Matter More Than IQ (1996) Bantam Books. ISBN 978-0-553-38371-3 (Trad.: Inteligencia emocional. ISBN 84-7245-371-5).
- Vital Lies, Simple Truths: The Psychology of Self Deception (1985) Bloomsbury Publishing. ISBN 978-0-7475-3413-6
- The Varieties of the Meditative Experience (1977) Irvington Publishers. ISBN 0-470-99191-7. Later republished as The Meditative Mind: The Varieties of Meditative Experience (1988) Tarcher. ISBN 978-0-87477-833-5.
- "The Brain and Emotional Intelligence: New Insights" (2011) More Than Sound. ISBN 978-1-93444-115-2
- "Leadership: The Power of Emotional Intelligence - Selected Writings" (2011) More Than Sound. ISBN 978-193444-117-6

## Traducciones recientes
- Rasgos Alterados. La ciencia revela cómo la meditación transforma la mente, el cerebro y el cuerpo, Penguin Random House Grupo Editorial (2018) ISBN 978-607-316-559-4
- La Fuerza de la compasión: la enseñanza del Dalai Lama para nuestro mundo, Kairos (2015) ISBN 978-84-998-8456-1
- Liderazgo, Zeta Bolsillo (2014) ISBN 978-84-987-2946-7
- Focus, Kairós (2014) ISBN 978-84-998-8305-2
- Ecoeducación, Juventud (2013) ISBN 978-84-261-4037-1
- El líder resonante crea más, Debolsillo (2010) ISBN 978-84-990-8711-5